# Bahman Karaj Football Club
Maillots
Le Bahman Karadj Football Club (en persan : باشگاه فوتبال بهمن کرج), plus couramment abrégé en Bahman Karadj, est un ancien club iranien de football fondé en 1994 et disparu en 2004 et basé dans la ville de Karadj.

## Palmarès
| Compétitions nationales |
| --- |
| - Championnat d'Iran : - Vice-champion : 1995-96 et 1996-97. - Coupe d'Iran (1) : - Vainqueur : 1994-95. - Finaliste : 1996-97 et 1999-00. |

## Entraîneurs du club
- Firouz Karimi (1994 - 1995)
- Farhad Kazemi (1995 - 2000)